# Aspatharia rugifera
Aspatharia rugifera е вид мида от семейство Iridinidae. Видът не е застрашен от изчезване.

## Разпространение
Разпространен е в Габон, Екваториална Гвинея, Камерун и Република Конго.